# Хатами, Амир
Амир Хатами (перс. امیر حاتمی‎; род. 1965) — иранский военачальник. Главнокомандующий армией Исламской Республики Иран с 13 июня 2025 года. Министр обороны Ирана с августа 2017 по август 2021 года, бригадный генерал.

## Биография
Участник Исламской революции.
Участник ирано-иракской войны в 1980-х годах. Служил в ополчении Басидж из Корпуса стражей исламской революции.
Участник операции «Мерсад» против леворадикальной Организации моджахедов иранского народа.
После войны окончил Офицерскую академию имени Имама Али (поступил на факультет гражданского строительства, окончил факультет оборонных наук). После окончания академии в течение шести лет служил в армии на северо-западе и западе страны.
В 1998 году аятолла Али Хаменеи повысил его до главы отдела международных отношений армии (на тот момент был полковником).
В 2006 году назначен заместителем начальника генерального штаба вооружённых сил.
В 2013—2017 годах — заместитель министра обороны.
В августе 2017 года назначен министром обороны вместо Хоссейна Дехгана. Его кандидатура была представлена президентом Хасаном Рухани и одобрена парламентом — Исламским консультативным советом. За него проголосовал 261 депутат, 10 против, 13 воздержались.
Заявлял о намерении развивать ракетную программу Ирана. Он также заявил о необходимости отпора угрозам со стороны США. По его словам, Ирану «не нужно спрашивать чьего-либо разрешения», чтобы производить ракетное оружие.
В октябре 2022 года Канада ввела санкции в отношении Ирана и внесла в санкционный список 17 физических лиц, Амира Хатами в том числе, причастных, по мнению канадских властей, к «нарушениям прав человека».
13 июня 2025 года назначен командующим армией Исламской Республики Иран.